# Aizawa Tadahiro

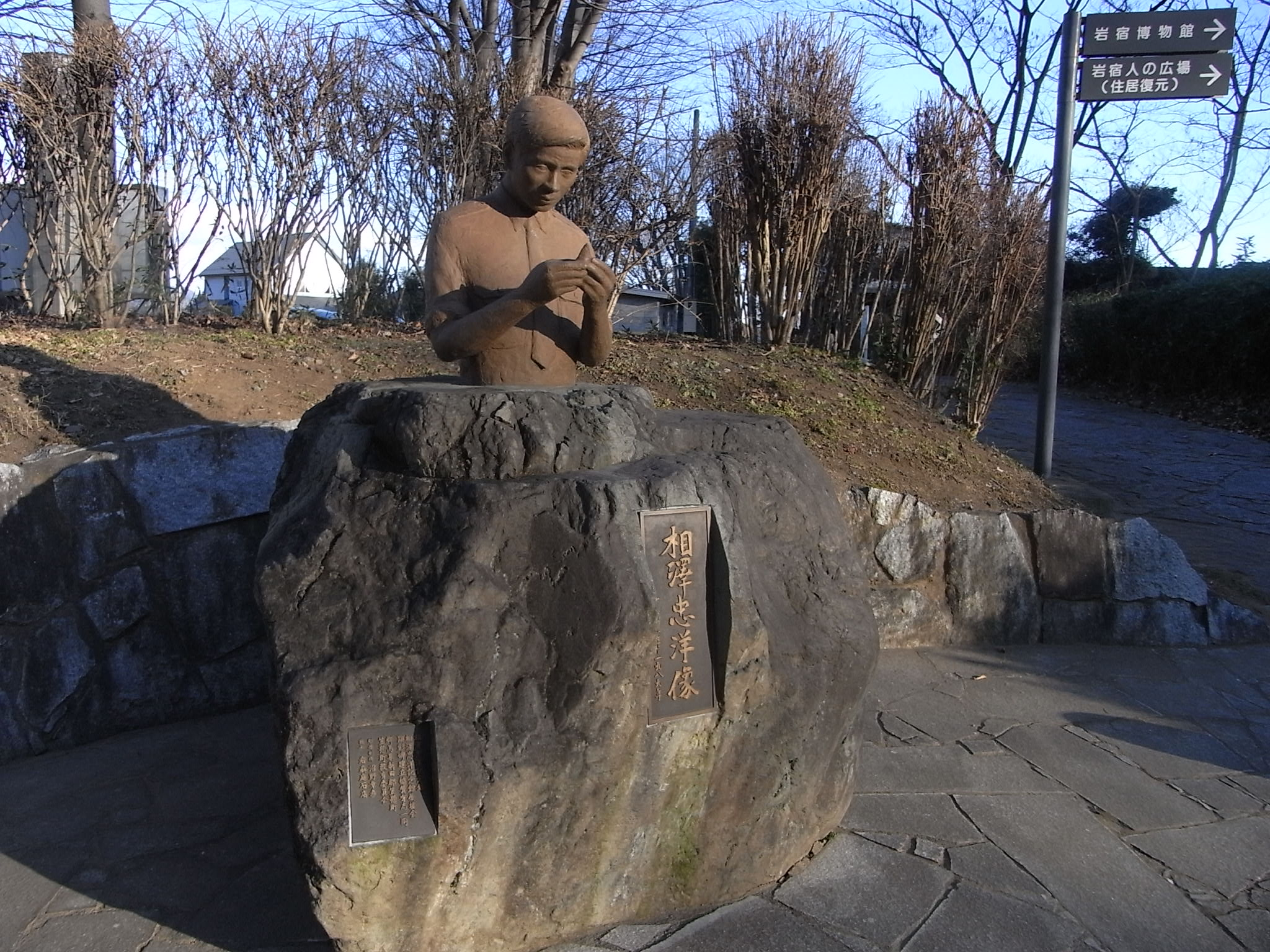
Estátua de Aizawa Tadahiro, cidade de Midori, província de Gunma, Iwajuku.

Aizawa Tadahiro (相沢忠洋, Aizawa Tadahiro) (21 de junho de 1926 — 22 de maio de 1989) foi um comerciante de nattō e o primeiro descobridor dos artefactos que remontam ao paleolítico japonês. Antes da descoberta de Aizawa, o consenso científico era de que o Japão era inabitável antes do período de Jomon. Aizawa descobriu machados de pedra em Iwajuku em setembro de 1946. Aizawa embarassou os arqueólogos profissionais; era um simples amador que acreditava fielmente na ocupação pré-Jomon.